# N452 (België)
De N452 is een gewestweg in België tussen Nazareth (N437) en Semmerzake.
De weg heeft een lengte van ongeveer 6 kilometer. De gehele weg bestaat uit twee rijstroken voor beide rijrichtingen samen.

## Plaatsen langs de N452
- Nazareth
- Eke
- Semmerzake